# Cheeseburger

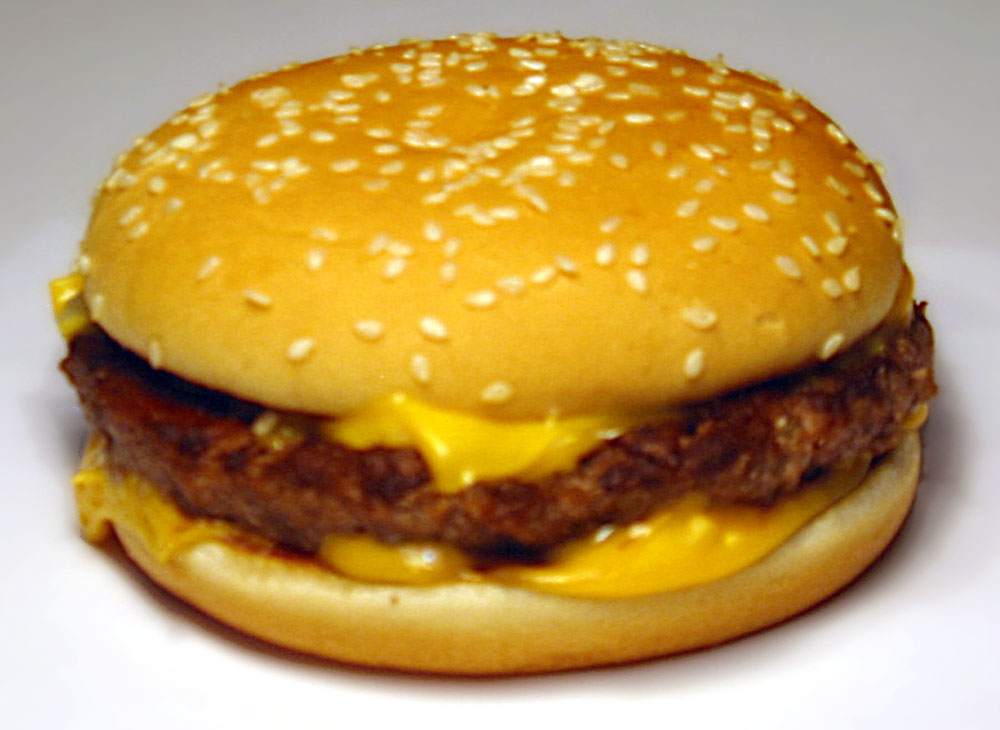
Royal cu brânză

Cheeseburgerul este un tip de hamburger cu brânză adăugată. Tradițional, brânza este pusă deasupra celorlalte ingrediente și imediat sub felia superioară de pâine. Brânza folosită este deobicei brânză feliată dar se pot face variații.